# Obchod je obchod

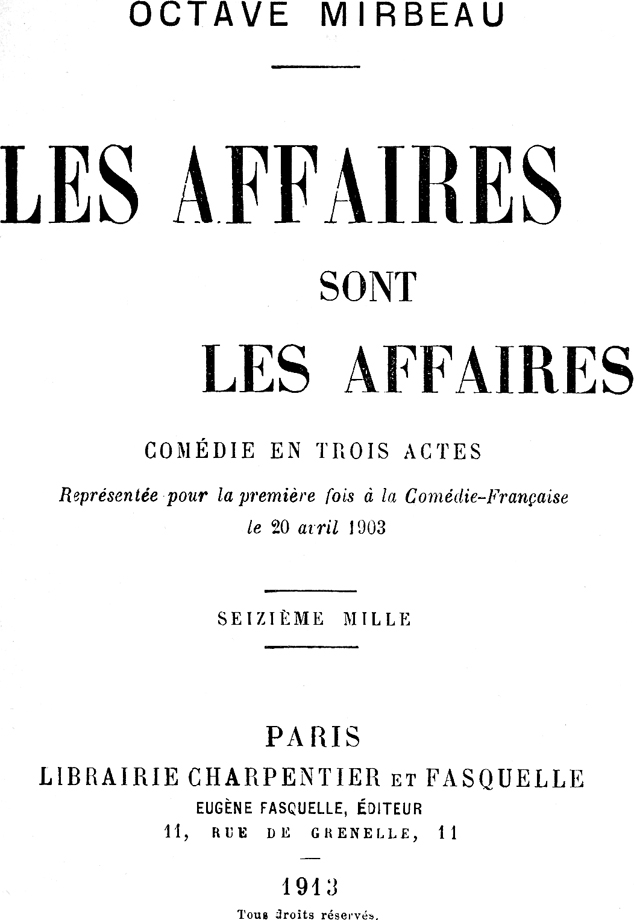
Pozvánka na premiéru

 Obchod je obchod (v originale  Les affaires sont les affaires) je komedie o 3 aktech francouzského spisovatele a dramatika Octava Mirbeaua z roku 1903.

## Dílo
Obchod je obchod je klasická komedie zvyklosti a povah v době Moliéra. Přes postavu pletichaře, věcně bez výčitek, jménem Isidore Lechat, Mirbeau poukazuje na všemohoucnost peněz v buržoazní společnosti. Kde však jsou peníze bezmocné proti lásce a smrti.

## Česká vydání

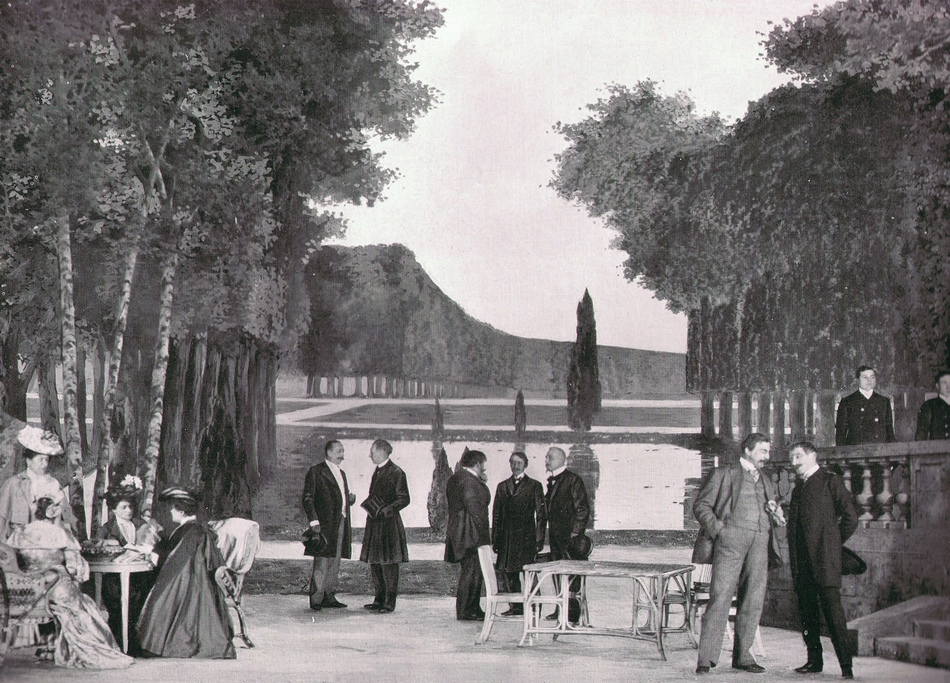
Les affaires sont les affaires, Comédie-Française, 1903

- Obchod je obchod, Praha, Knapp, 1907, 171 s, přeložila Olga Fastrova.

## Filmové adaptace
- 1942: Les affaires sont les affaires, Francie, režie Jean Dréville.